# Sévenne
Sévenne – rzeka we Francji, przepływająca przez teren departamentu Isère, o długości 21,8 lub 24,9 km. Stanowi dopływ rzeki Rodan.